# نکا
نِکا شهری در شرق مازندران و مرکز شهرستان نکا است که از غرب به میاندورود و ساری، از شرق به بهشهر، از شمال به دریای مازندران و از جنوب به دامنه‌های رشته کوه‌های البرز و استان سمنان متصل است. مردم نکا از قومیت طبری و ایرانی‌تبار هستند و به زبان طبری سخن می‌گویند.]نکا در سال ۱۳۷۴ از شهرستان بهشهر جدا شده و به شهرستان تبدیل شده است. در این سال، بخش نکا از بهشهر جدا و همچنین بخش هزارجریب از ساری به نکا ملحق شد تا شهرستان نکا با مرکزیت شهر نکا تشکیل شود.
بندر نکا به علت نزدیک بودن به پالایشگاه نفت بهشهر به عنوان بزرگ‌ترین بندر نفتی شمال نقش مهمی در تهیه سوخت پالایشگاه‌های کشور دارا است.

## تاریخچه

### دوران باستان

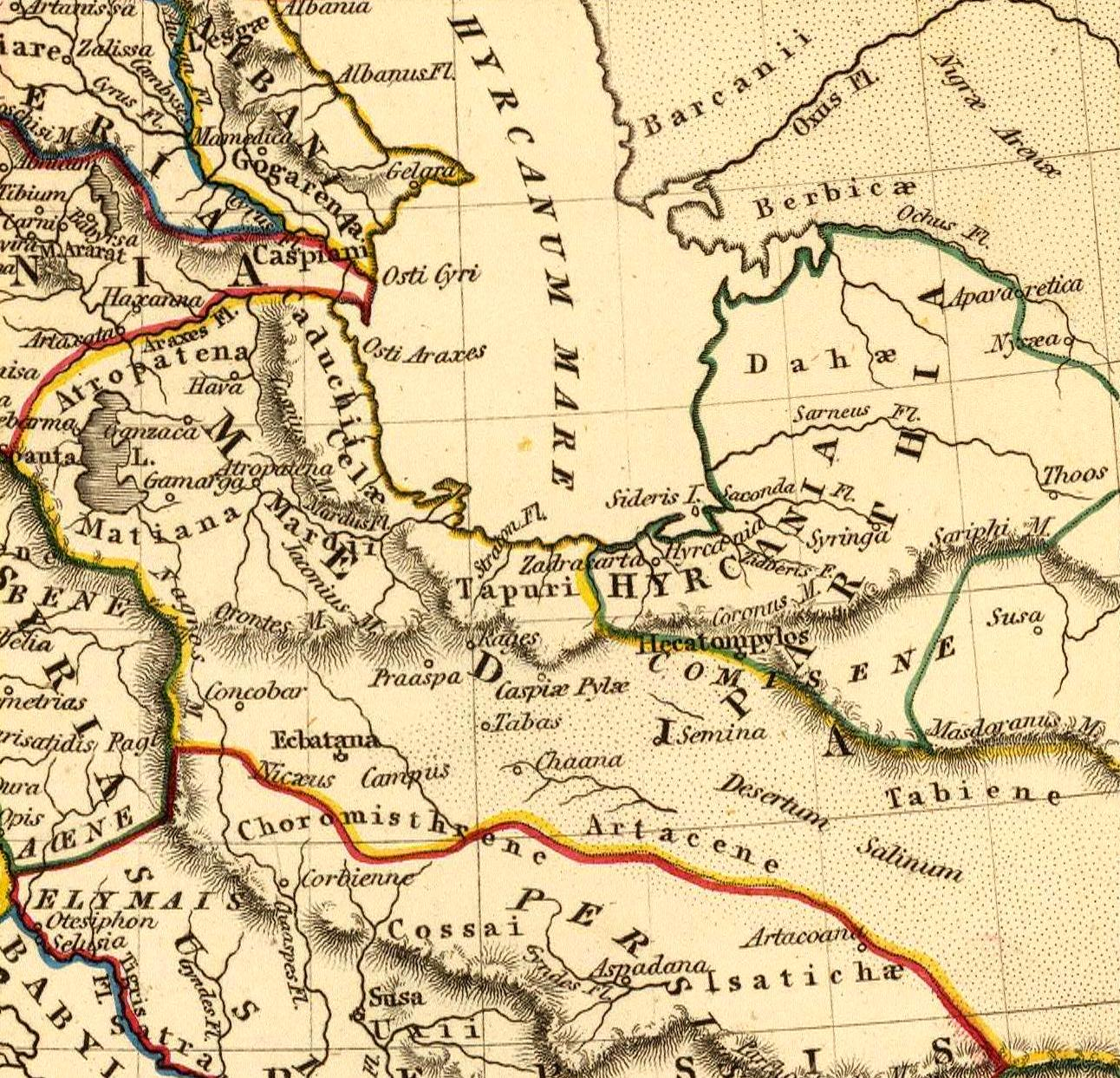
موقعیت تپورها در قرن دوم قبل از میلاد، از شرق سپیدرود تا اسرم هیرکانیا

استان مازندران پیش از اسلام تپورستان (به پهلوی: ) نامیده می‌شد که برگرفته از نام قوم تپوری (به یونانی: Τάπυροι) می‌باشد که پس از اسلام قوم طبری نام گرفتند و سرزمینشان طبرستان نامیده شد.
به اعتقاد مورخان آماردها نخستین سکنه باستانی مازندران بودند و آماردها از آمل تا تنکابن و تپورها از آمل تا گرگان سکونت داشتند. در عصر هخامنشی در کرانه جنوبی دریای مازندران اقوام، تپوری، آمارد، آناریاکه و کادوسی سکونت داشتند. مورخان آماردها را به مردمان داهه و سکایی و پارسی پیوند داده‌اند.
هرودوت از قبیله مارد (mardes) در کنار دائی‌ها (daens)، دروپیک‌ها (dropiques)، و ساگارتی‌ها (sagarties) به عنوان پارس‌های کوچنشین و صحراگرد یاد کرده‌است. پلینیوس مورخ یونانی محل آماردها را قسمت شرقی مارگانیا شناسایی کرده‌است. استرابون(۶۳ ق. م) قوم آمارد را در کنار اقوام تپوری، کادوسی و کرتی به عنوان اقوام کوهستان نشین شمال کشور یاد می‌کند. استرابو می‌نویسد: تمام مناطق این کشور به استثنای بخشی به سمت شمال که کوهستانی و ناهموار و سرد است و محل زندگی کوهنشینانی به نام کادوسی (Cadusii) و آماردی (Amardi) و تپوری (Tapyri) و کرتی (Cyrtii) و سایر مردمان دیگراست، حاصلخیز است.
به گفته واسیلی بارتلد تپوری‌ها در قسمت جنوب شرقی ولایت سکونت داشتند و در قید اطاعت هخامنشیان درآمده بودند و آماردها مغلوب اسکندر مقدونی و بعد مغلوب اشکانیان شدند و اشکانیان در قرن دوم ق. م. آنها را در حوالی ری سکونت دادند و اراضی سابق آماردها به تپوری‌ها اهدا شد و بطلمیوس در شرح دیلم یعنی قسمت شرقی گیلان در ساحل بحر خزر در آن زمان از تپوری‌ها نام می‌برد.به گفته یحیی ذکا در «کاروند کسروی» آورده‌است: آماردان یا ماردان، در زمان لشکر کشی اسکندر مقدونی به ایران، این تیره در مازندران نشیمن می‌داشتند و آن هنگام هنوز قبایل تپوران به آنجا نیامده بودند. به گفته مجتبی مینوی قوم آمارد و قوم تپوری در سرزمین مازندران می‌زیستند و تپوری‌ها در ناحیه کوهستانی مازندران و آماردها در ناحیه جلگه‌ای مازندران سکونت داشتند. در سال ۱۷۶ ق. م فرهاد اول اشکانی قوم آمارد را به ناحیه خوار کوچاند و تپوری‌ها تمام ناحیه مازندران را فرو گرفتند و تمام ولایت به اسم ایشان تپورستان نامیده شد. سرزمین لنگا و تنکابن بخشی از سرزمین دو قوم تپوری و آمارد بود.

### مهروان
مورخان از نکا با عنوان مهروان یاد کرده‌اند. از مهروان نخستین بار در اعلاق‌النفسیه به عنوان یکی از شهرهای طبرستان یاد شده‌است. اصطخری نیز در فهرست شهرهای طبرستان از مهروان نام برده‌است. او از محلی به نام آرم، که در جنوب شرق مهروان قرار داشته، نام برده که اکنون ارم نام روستایی از توابع بخش هزارجریب شهرستان نکا است. ابن اسفندیار در ذکر بیست و هفت شهر طبرستان از اِرَم و مِهرَوان نام برده‌است. یاقوت حموی اِرَم را در بخش هموار طبرستان دانسته و فاصله آن را تا ساری دو فرسنگ ذکر کرده‌است. به نوشته عسکری شهر مهروان در جلگه و در شرق ساری بوده‌است. رابینو از قصبه ای با نام مهروان یاد کرده‌است که در ده فرسخی ساری قرار داشت. نهر مهروان در رودخانه کنونی نکا قرار داشت. به گفته عسکری مهروان در محل کنونی نداف‌خیل در شرق نکا بوده‌است، زیرا رابینو نام سابق نداف‌خیل را مهروان کلا ذکر کرده‌است.

### موقعیت مهروان در طبرستان
از مهروان به عنوان یکی از شهرها و نواحی طبرستان یاد شده‌است. ابن رسته مورخ قرن سوم، طبرستان از جانب مشرق به گرگان و قومس و از طرف مغرب به دیلم و از طرف شمال به دریا و از طرف جنوب به به بعضی از نواحی قومس و ری محدود می‌شود. به گفته ابن رسته مراکز و بخش‌های طبرستان چهارده تا است و خورهٔ آمل که کرسی و مرکز آن ناحیت است و شهرهایش عبارتند از: ساری و اسرم و مامَطیر و روُبست و میله و مرارکدیه (کدح) و مِهروان و طَمیس و تَمار و ناتل و شالوس (چالوس) و رویان و کلار. اصطخری می‌نویسد: آمل، ناتل، سالوس (چالوس)، کلار، رویان، میله، برجی، چشمهٔ‌الهم، مامَطیر، ساری، اسرم مهروان، لمراسک و در شمار طبرستان است. ابن حوقل در وصف طبرستان می‌نویسد: بزرگ‌ترین شهر طبرستان شهر آمل و در زمان ما حاکم نشین آنجاست. از پلور تا آمل یک منزل است و از آمل به شهر میله دو فرسخ و از میله تا تریجی دو فرسخ و از تریجی به ساری یک منزل و از ساری تا استرآباد چهار منزل و از استرآباد تا گرگان دو منزل راه است و از آمل تا ناتل یک منزل و از ناتل تا چالوس یک منزل و به سمت دریا تا عین الهم یک منزل است. ابن حوقل می‌نویسد: شهرهای آمل، شالوس (چالوس)، کلار، رویان، میله، عین الهم، مامَطیر، ساریه و اسرم و طمیسه جز ولایت طبرستان است. مقدسی نیز در احسن التقاسیم فی معرفة الاقالیم «جرجان، طبرستان، دیلمان و جیلان» را در اقلیم پنجم عالم معرفی کرده‌است. مقدسی همچنین طبرستان را دارای کوه‌های بسیار و باران فراوان، وصف کرده و آمل را مرکز طبرستان و چالوس، مامَطیر، اسرم، ساریه، تمیشه و… را از شهرهای طبرستان دانسته‌است. به نقل از حدود العالم تمیشه، لمراسک، ساری، اسرم، مامَطیر، میله، آمل، الهم، ناتل، رودان، چالوس و کلار در شمار طبرستان هستند. به گزارش مؤلف حدود العالم ناتل، رودان، چالوس و کلار شهرک هایی‌اند اندر کوه و شکستگی‌ها و این ناحیتی است هم از طبرستان و لکن پادشاهی دیگر است و پادشاه آن استندار خوانند. ابوالقاسم بن احمد جیهانی در کتاب اشکال‌العالم می‌نویسد: از شهرهای طبرستان: آمل، ناتل، سالوس (چالوس)، کلارودان، عین‌الهم، مامَطیر، ساری، تمیشه، استرآباد، جرجان، آبسکون و دهستان است. راه آمل به دیلم، آمل تا ناتل از آنجا تا سالوس و از آنجا تا کلار و از آنجا تا دیلم است. رابینو می‌نویسد: وسعت دیلم تا بیش از یک منزلی مغرب ناحیه کلار طبرستان نبوده‌است. حمزه اصفهانی مورخ قرن سوم در کتاب سنی ملوک الارض و الانبیا می‌نویسد: طبرستان دارای کوره‌های بسیار بود که یکی از آنها سرزمین دیلم است و ایرانیان دیلمیان را اکراد طبرستان می‌نامیدند چنان‌که عربان مردم عراق را اکراد سورستان می‌خواندند. ابن اسفندیار طبرستان را از شرق تا غرب، محدود به دینارجاری تا ملاط دانسته، که معادل تقریبی جرجان و رودسر کنونی هستند. ابن اسفندیار در کتاب تاریخ طبرستان از شهرهای طبرستان که دارای جامع و مصلی بودند چنین نام می‌برد: به هامون آمل، ساری، اسرم، مامَطیر، رودبست، میله، مهروان، اهلم، پای‌دشت، ناتل، کنو، شالوس (چالوس)، بیخوری، لمراسک، طمیش و به کوهستان کلار، رویان، نمار، کجویه، ویمه، شلنبه، وفاد، الجمه، شارمام، لارجان، امیدوارکوه، پریم و هزارگری. ظهیرالدین مرعشی در کتاب تاریخ طبرستان و رویان و مازندران می‌نویسد: حد طبرستان از طرف شرقی دیناره‌جاری و از طرف غربی ملاط که آن قریه شهر هوسم که اکنون به فرضه روده‌سر اشتهارد دارد. حد مازندران از طرف شرقی بیشه انجدان می‌باشد و از طرف غربی ملاط می‌باشد. حد گرگان حالیا که به استرآباد مشهور است و اصلاً دهستان می‌گفتند شرقی دیناره جاری است که حد شرقی تمام طبرستان است و غربی انجدان که حد شرقی مازندران است. به گفتهٔ ظهیرالدین مرعشی مازندران بخشی از طبرستان است و سرزمین طبرستان، گرگان و مازندران هر دو را در بر می‌گرفت.

### وجه تسمیه نام

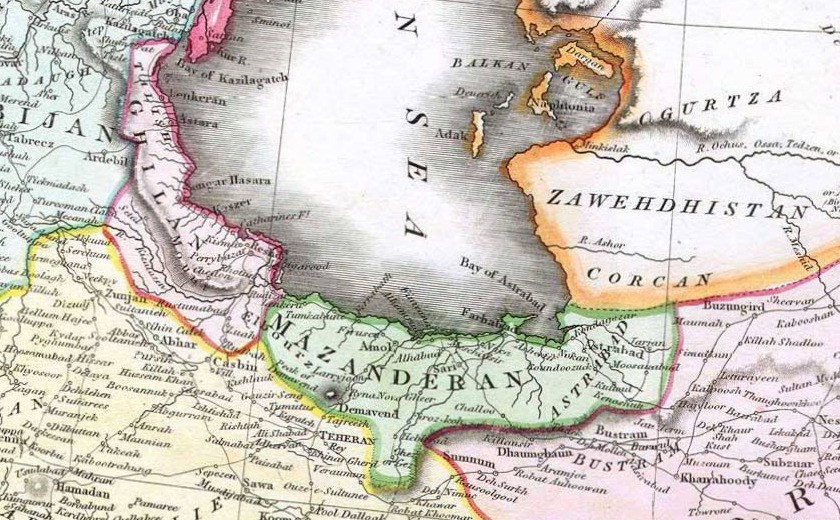
نقشه قدیم مازندران ۱۸۱۴ میلادی

شهر نکا یکی از شهرهای طبری نشین مازندران می‌باشد. شهر نکا را به‌صورت نیکا و نکاه هم آورده‌اند که به معنای شهر و آبادی کوهستانی یا سرزمینی است که در آن خیزران است یا نوعی نی می‌روید. در کتیبه درب چوبی امامزاده سیدعبدالله میرترابی نکا، واژه نکاه حک شده‌است. مؤلف اشرف البلاد نام نکا را مشتق از طایفه نکا می‌داند.
جیمز فریزر در سال ۱۸۲۲ میلادی وارد نکا شد. او در مورد نکا می‌نویسد: «نکا نام بلوکی است که شامل چندین دهکده است که گروهی از طایفه گرائیلی که از ترکان هستند در اینجا اقامت دارند. اینان سابقاً در کالپوش قسمتی از گرگان سکونت داشته‌اند که در شرق استراباد بوده‌است. شاید به وسیله آقامحمدخان قاجار به علت شورش و یاغیگری به اینجا کوچ داده شده‌اند. خرابه‌های محل اقامت سابق ایشان را در دشت گرگان در مسیر خود دیدم. حصاری مربع شکل بزرگ داشت که نشان می‌داد دهکده ای آباد و پرجمعیت بوده‌است». یادداشت‌های فریزر حکایت از آن دارد که نکا نام بلوکی با چند روستای توابع، از توابع ولایت ساری بود.
امامزاده میرتوانی:
در اندک منابع و سفرنامه‌های قدیمی نام این شهر مشاهده می‌گردد. اما چنان‌که در کتیبه‌ای چوبی که بر در معصوم‌زاده نکا سید عبدالمحمد بن میرتوانی که در منطقه آرامگاه نکا واقع است و چیزی حدود ششصد و اندی سال قدمت دارد شهر نکا با ها نوشته شده‌است؛ یعنی به صورت نکاه. در مورد این امامزاده که به میرمفید هم معروف است، دکتر منوچهر ستوده گفته: «.... بقعه در دامنه کوه است و اطراف آن گورستانی قدیمی است. در این گورستان ده اصله درخت آزاد قطور و چناری کهنسال است که محیط تنه آن ۳۶۰ سانتیمتر است. قدیمی‌ترین سنگ قبری که در این گورستان یافته شد بدین شرح است: تجردت من دارالدنیا الی دارالاخره المتوفیت المرحوم الماضی … درویش علی یحیی ساکن گرد زمین. در بالای این سنگ: فی تاریخ سنه سبع و ثلثین و ثمانمائه…».
در سفرنامه مازندران رضاشاه که در سال ۱۳۰۵ به رشته تحریر درآمده از نکا به صورت نیکا یاد شده: «بعد از تجن، رودخانه‌ای که در سر راه واقع است نیکا نام دارد که از شاه کوه شروع شده، در چهار فرسخی شمال جاده به دریا می‌ریزد. پل بلندی بر آن زده شده، که هرچند به بزرگی پل تجن نیست، ولی قشنگی آن به مراتب بیشتر است. در کنار رودخانه آبادی ای است موسوم به نارنجه باغ… قدم به قدم اتومبیل‌ها می‌ایستند و با زحمت هرچه تمامتر، آن‌ها را با دست و شانه حرکت می‌دهند.»

## مردم

### قومیت
مردم نکا از قومیت طبری هستند و ریشه در قوم باستانی  تپوری (به یونانی: Τάπυροι) دارند. شهرهای آمل، چالوس، کلار، سعیدآباد و رویان جزئی از سرزمین قوم تپوری بودند.

### خطر انقراض قوم طبری
به گفته پژوهشگران آمار بالای طلاق، باروری کم، سالمندی و ازدواج پایین از مشکلات حوزه جمعیت در میان قوم طبری به ویژه طبری‌های مازندران محسوب می‌شود. پژوهشگران به روند پیری جمعیت قوم طبری اشاره نموده و بر لزوم توجه به سیاست جوانی جمعیت تأکید دارند. پژوهشگران خطر انقراض قوم طبری(مازندرانی) را در کشور خطر جدی می‌دانند. براساس غربالگری از ۴۳۰ هزار زوج طبری(مازندرانی) در سال ۱۴۰۱ حدود ۱۰ هزار زوج نابارور در مازندران شناسایی شدند.

### جمعیت
شهر نکا طبق سرشماری سال ۹۵ حدود ۶۰٬۹۹۱ نفر جمعیت دارد. مردم شهر نکا به زبان مازندرانی گویش می‌کنند. گویش طبری مردم نکا گویش نکارودی هست که به لهجه مردم رستمکلا شباهت دارد.

## مناطق تفریحی
- طرح ساحلی مروارید زاغمرز

طرح ساحلی مروارید زاغمرز  واقع در ۲۵ کیلومتری شهر نکا و در ساحل دریای مازندران قرار دارد.
- پارک تپه تاریخی نارنج‌باغ

یکی از محل‌های زیبا و تاریخی شهرستان نکا پارک تپه نارنج باغ می‌باشد که در خیابان نواب (راه‌آهن) قرار دارد این تپه قدمت تاریخی دارد و در حال حاضر با امکاناتی نظیر استخر و رستوران و پارک کودک و محلی برای استراحت مسافران می‌باشد.
به نقل از سفرنامه استودارت در فرهنگ ایران زمین در مورد نکا و تپه تاریخی نارنج‌باغ آمده: «امروز به نکا به یکی از خانه‌های معمولی شاه رسیدیم. جاده از یک طرف این خانه می‌گذشت و سمت جنگل بود. در اینجا در حرم سلطان اقامت گزیدیم».
منوچهر ستوده در مورد محل مورد اشاره استودارت در سفرنامه اش می‌نویسد: «در محل هرچه دربارهٔ این خانه تحقیق کردیم کمتر به نتیجه رسیدیم سرانجام آن را قابل تطبیق با نارنج باغ دانستیم. این باغ نارنج بر بالای تپه ای تاریخی احداث شده بود، بنای آجری عظیمی بر بالای آن بوده و تا سال ۱۳۴۹ محل سربازگیری منطقه بوده‌است. شامل زیرزمین‌های عریض و طویل و اطاقهای متعدد. این تپه فعلاً در نکا در جنوب غربی ساختمان سیلو است. سطح بالای آن در حدود یک هکتار و نیم و سطح پایه آن در حدود سه هکتار است. در حدود بیست اصله درخت نارنج که ریشه کهنه و جوشهای تازه داشت با هفت اصله درخت سرو دست چپ جاده که سربالا به محل ساختمان می‌رفت باقی بود. آجرهای قالب کوچک و سفال فراوان لعاب دار متعلق به ادوار مختلف روی خاک پیداست».
چارلز فرانسیس مکنزی، اولین کنسول تجاری بریتانیا در رشت نیز که همین مسیر را در بین سالهای ۱۸۵۸ تا ۱۸۶۰ پیموده‌است در سفرنامه خود چنین می‌گوید. «هفتم فوریه (۱۸۵۹) از پلی گذشته وارد بلوک میان رود شدیم. در سمت چپ ما نارنج باغ و عمارت سر قرار داشتند و کمی بعد راه از پل خطرناکی می‌گذشت.»
- چشمه آب معدنی قُرمَرَض

یکی از اماکن طبیعی و تفریحی شهرستان نکا، چشمه آب معدنی قُرمرض است؛ معروفیت این چشمه به خاطر خاصیت درمانی، مخصوصاً بیماری‌های کلیوی، نه در سطح شهرستان و استان بلکه در سطح کشور نیز مطرح می‌باشد. این چشمه در ۸ کیلومتری جنوب شهرستان در کنار جاده جنگلی مسیر نکا به سد گلورد واقع شده‌است که نزدیک‌ترین روستاهای اطراف آن را می‌توان بالا زرندین و درویشان نام برد.

## زیرساخت

### راه‌آهن
راه‌آهن شمال یا راه‌آهن مازندران، نام یکی از شعبه‌های اصلی از راه‌آهن سراسری ایران است که در سال ۱۳۰۸ خورشیدی در دوران رضا شاه پهلوی، نخستین فاز آن بین شهرهای ساری - بندر شاه افتتاح گردید. امروزه یکی از ایستگاه‌های راه‌آهن شمال در شهر نکا قرار دارد.

### بندر نکا
بندر نکا از سال ۱۳۷۴ با پهلوگیری اولین کشتی در اسکله شرکت کشتی سازی صدرا شروع به فعّالیت نموده‌است. موقعیّت استراتژیک این بندر در دریای خزر اهمیت آن را چند برابر کرده‌است. بندر نکا در بیست کیلومتری شمال شهر نکا و در مجاورت نیروگاه برق نکا و شرکت پایانه‌های نفتی شمال در کنار دریای مازندران قرار گرفته‌است.

### سد گلورد[نیازمند منبع]
سد گلورد در شهرستان نکا در شرق مازندران واقع است، منطقه ای که از یک سو همواره اراضی کشاورزی آن با کمبود آب مواجه بود و از سوی دیگر جاری شدن سیلاب‌های متعدد در فصول پربارش جان و مال مردمان را به خطر می‌انداخت. درک این موضوع اگر چه چندان مشکل به نظر نمی‌رسد، ولی بیشتر از سه دهه زمان برد تا اراده ای برای رفع این مشکل به صورت اساسی شکل بگیرد و تکمیل سد با تزریق بودجه آن هم در سخت‌ترین شرایط تحریمی و کمبود درآمدهای نفتی به سرانجام برسد.
مطالعه اولیه و مکان‌یابی ساخت سد گلورد به سال‌های ۱۳۴۸ و ۱۳۵۰ برمی گردد، دوره ای که طرح جامع سدسازی مناطق شمال کشور شامل استان‌های مازندران و گیلان مطرح بود. در همان زمان نقاطی در منطقه نکا برای ساخت سد در نظر گرفته شد ولی موضوع در حد حرف باقی ماند. پس از پیروزی انقلاب اسلامی طرح مطالعاتی ساخت سد گلورد در سال ۱۳۶۹ شروع شد و در سال ۱۳۷۹ نیز تأیید نهایی را دریافت کرد.
عملیات ساخت این سد مخزنی در ۴۰ کیلومتری جاده زرندین – گلورد به همراه تأسیسات در سال ۱۳۸۸ بر روی رودخانه نکا رود به عنوان یکی از رودخانه‌های سیلابی مازندران آغاز شد تا علاوه بر تأمین آب کشاورزی بیش از ۲۵ هزار هکتار اراضی کشاورزی دشت نکا و بهشهر و تأمین آب شرب ۳۶ میلیون متر مکعبی شهرهای پایین دست نکا، بهشهر و گلوگاه، از سیلاب‌هایی که هر چند سال یک بار در این مناطق رخ می‌داد جلوگیری کند.
این سد پنجمین سد با رویه بتنی کشور به‌شمار می‌رود که حجم تنظیم شده سالانه آبدهی آن ۱۰۷ میلیون متر مکعب و حجم کل مخزن آن هم ۱۱۵ میلیون متر مکعب است.
مساحت حوزه آبریز این سد به وسعت یکهزار و ۴۸۰ کیلومترمربع است که ۲۵ هزار هکتار اراضی کشاورزی دشت نکا و بهشهر از آب آن مشروب می‌شود و همچنین تأمین ۳۶ میلیون متر مکعب نیاز آب شهرهای پایین دست نکا بهشهر و گلوگاه هم از این سد مورد نظر است.

## تأسیسات

### نیروگاه شهید سلیمی نکا
نیروگاه شهید سلیمی نکا، یکی از مهم‌ترین سرمایه‌های ملی و از بزرگ‌ترین نیروگاههای کشور است. این نیروگاه متشکل از دو بخش مستقل بخاری و سیکل‌ترکیبی بوده که در ساحل دریای‌خزر و در ۲۵ کیلومتری شمال شهرستان نکا قرار دارد. قدرت نامی این نیروگاه ۲۲۱۴ مگاوات می باشد که از چهار واحد بخاری هریک با قدرت نامی ۴۴۰ مگاوات، یک بلوک سیکل ترکیبی شامل دو واحد گازی هریک با قدرت نامی ۱۳۷/۶ مگاوات و یک واحد بخاری با قدرت نامی ۱۶۰ مگاوات و همچنین دو واحد توربین انبساطی با قدرت نامی هرکدام ۹/۴ مگاوات تشکیل شده‌است.
- پایانه نفتی شمال (نکا)

پایانه نفتی نکا به عنوان مدرن‌ترین پایانه نفتی دریای مازندران به دلیل موقعیت استراتژیک ایران در کنار دریای مازندران و همچنین به دلیل ایفای نقش محوری در انتقال و ترانزیت نفت خام کشورهای آسیای میانه به سایر کشورهای جهان، پایانه نفتی شمال در بندر نکا احداث شده‌است. پایانه ایجاد شده در این بندر در ۲۲ کیلومتری شهر نکا، در ساحل دریا قرار دارد.
- شرکت صنعتی دریایی ایران (صدرا)

شرکت صنعتی دریایی ایران یا به اختصار صدرا، در ساحل دریای مازندران در شهرستان بهشهر واقع شده‌است، این کارخانه در زمینه ساخت کشتی، سازه‌ها و تأسیسات نفت و گاز دریایی با کارگاه‌های مجهز و به‌کارگیری نیروهای متخصص و با تجربه فعالیت خود را در سال ۱۳۷۰ با ساخت سکوی حفاری امیر کبیر بهشهر «ایران خزر» آغاز کرد.
شرکت ایران صدرا در بهشهر در زمینه طراحی پایه، خدمات مهندسی ساخت برای انواع کشتی‌ها، تأسیسات فراساحلی نفت و گاز، بندرسازی و پروژه‌های زیربنایی به سیستم‌های مدرن سخت‌افزاری و نرم‌افزاری مجهز است.
- کارخانه سیمان نکا

این کارخانه در جنوب شهری شهرستان نکا در کنار رودخانه نکا و بین روستاهای زرندین و آبلو و چاله پل و حاشیه جنگل قرار دارد. این کارخانه در سال ۱۳۶۰ کار تولید را آغاز نمود. کل مساحت این کارخانه بیش از ۹۰ هکتار می‌باشد.
- کارخانه سیلو نکا

سیلوی شهرستان نکا در سال ۱۳۶۲ توسط مهندسان اتحاد جماهیر شوروی سابق با ظرفیت ۱۰۳۰۰۰ تن ذخیره‌سازی گندم به بهره‌برداری رسید این سیلو دارای ۳۳ کندوی ذخیره گندم که ظرفیت هر کندو ۳۱۰۰ تا ۳۵۰۰ تن می‌باشد این شرکت جز هشت سیلوی با ظرفیت بالای کشور می‌باشد که همگی این سیلوها با همین حجم توسط مهندسان اتحاد جماهیر سابق شوروی ساخته شده‌اند. این سیلو دارای دو باسکول ورودی و دو حفرهٔ تخلیه می‌باشد که قدرت تخلیه آن جزء قدرت بالای تخلیه کشور می‌باشد. این سیلو تنها سیلوی استان می‌باشد که رساندن گندم به این کارخانه‌ها بر عهدهٔ سیلوی نکا می‌باشد یعنی با تعطیل شدن یک روز این شرکت مواجه خواهد شد با تعطیل شدن کارخانه‌های آرد استان، به همین جهت فوق‌العاده حائز اهمیت می‌باشد.
- کارخانه هوافضای نکا (ساخت هواپیماهای شناسایی)
- شرکت حفاری شمال
- نکا پلاست
- نکا فولاد
- فولاد گستر نکا
- فولاد ماشین نکا

## حوادث
- سیل

سیل ۱۳۷۸ نکا در بامداد روز ۵ مرداد در پی بارندگی‌هایی که از روز قبل در مناطق بالادست شهرستان نکا آغاز شده بود، به وقوع پیوست. بیش از ۳۲ نفر بر اثر این سیل کشته شدند.
- حمله هوایی ارتش بعث عراق به نیروگاه برق نکا

در جریان جنگ عراق علیه ایران شهرستان نکا با توجه به موقعیت استراتژیک و وجود مراکز صنعتی مهم از جمله نیروگاه شهید سلیمی از این غائله مستثنا نبوده‌ است. جنگنده‌های ارتش بعث عراق در سه نوبت این نیروگاه را مورد حمله قرار دادند که در نتیجه این حمله، ۲۵ نفر از کارکنان این نیروگاه کشته و ۸۹ نفر مجروح گردیدند.